# 五一三事件 (马来西亚)
五一三事件是发生在马来西亚的一場政治衝突事件，爆发於1969年5月13日，並延續數日。事件的起因是馬來西亞聯邦反對勢力在該年舉行的1969年第三屆全国选举中獲得50.9%的得票率，第一次超越聯盟政府（國民陣線之前身）。反對黨在5月13日進入吉隆坡慶祝勝利並且遊行。一些巫統的激進黨員爲之所觸怒，舉行反示威。5月13日，兩派人馬在街頭短兵相接，最終演變成為流血大暴動。5月13日，最高元首陛下应首相东姑阿都拉曼之请宣佈全国進入「緊急狀態」。
马来西亚聯邦政府官方解释此事件主要是集中在种族紧张局势与反对党挑衅导致，原因是在当时的各族间政治及经济能力有很大的差异；
事后阿都拉薩把此前的激进民族主义改成温和的改良主义。马来西亚政府开始执行馬來西亞新经济政策以消除各种族在政治以及经济能力的差异，同时减低贫民率，提供了许多工作机会与提升收入。其主要內容是給予馬來人及土著特權，以提高他們的經濟佔有率。新经济政策在马来人中培养了一批中产阶级。

## 1969年第三屆全国大选
1969年，马来西亚約有一千万人口，其中巫裔占53% ，华裔占37% ，印裔占10% ；首都吉隆坡约有45万人口，其中华裔占55% ，巫裔占25% ，印裔占19% ，其他种族占1%。
马来西亚独立后，第三届大选（包括国会及州议会之改选）于1969年5月10日举行。参加竞选的政党包括：
- 聯盟
- 马来西亚伊斯兰党（当时称回教党，)
- 民主行动党（Democratic Action Party, DAP)
- 人民进步党（People's Progressive Party）
- 民政党（Gerakan Rakyat Malaysia）

另外，华人士农工商联合会及联合民主党(United Democratic Party)并没有推派候选人参选国会席次，民政党特别集中争取槟城州议会席位，但也在雪兰莪競选。受华人支持之左倾社会主义阵线（社阵，, ）则抵制此次普选，鼓励罢选或投废票。
5月4日，马来亚劳工党（Labour Party of Malaysia，簡稱）在首都地区发动示威游行，呼求人民抵制选举，队伍中出现支持共产主义口号及标语，并与警方发生冲突，一名劳工党党员遭警方击毙。5月9日，劳工党为5月4日被击毙的党员举行出殡葬礼，沿首都街道游行，号召选民抵制普选。
5月10日为投票日。11日选举结果揭晓，联盟在103席国会议席中取得66席 （国会议席包含西馬與東馬地区共144席，联盟在沙巴已不劳而获得到另外10席。東馬地区订5月25日为投票日。），马华公会仅占13席，联盟得票率约49% ，席次则较上次大选减少23席，其中马华减少14席。
反对党（以马来人为主的回教党、以华裔、印度裔为主的行动党、民政党及进步党等）得票率约51%，但由于受选区划分影响，反对党仅取得36%席次，而执政党则取得64%席次，恰好占有三分之二关键性多数席次。联盟候选人在马来西亚半岛当选率仅64%，落选者包括林瑞安（马华公会署理会长、工商部长），吴锦波（社会福利部长），韩沙（Hamzah Abu Samah，新闻部长）及马哈迪。
在州议会改选方面，执政联盟在槟城、霹雳、雪兰莪及吉兰丹四州失去优势。反对党在槟城的24席位中获得20席，在霹雳州的40席中获得21席，在雪兰莪州的28席中获得14席。
傍晚，行动党及民政党（采非种族政治立场）分别发动群众，在吉隆坡展开「胜利游行」，参与之民众情绪激烈高亢。
5月12日，首相东姑宣称如果人民对他领导下的联盟缺乏信心，他将辞去首相一职。他并宣布内阁名单，谓基于马华公会在国会中仅获13席，使联盟席位骤减，
决定邀请陈修信一人入阁，内定为内政部长，并再保留一部长席位予马华公会（在选前，马华公会拥有财政、工商、房屋及地方和社会福利四个部长席位）。傍晚，反对党再度游行庆祝选举结果，民众情绪再次升高。
随后，雪兰莪州州务大臣拿督哈仑（Datuk Harun）宣布巫统将于13日晚7：30，展开庆祝巫统选举胜利游行（在11、12、13日，朝野各项集会游行中，此次游行为唯一合法被政府所准许）。

## 事件經過

### 5月13日
此日骚乱开始发生。马华公会发表声明稱大选结果已反映出华人拒绝马华公会代表华人参与内阁，因此决定退出内阁。
晚上6:00左右，一群马来青年由雪蘭莪州的鹅唛縣出发，前往拿督哈仑在首都吉隆坡住处集合参加游行，在吉隆坡郊區文良港地区与华、印族人发生冲突。6：45时，三具华人尸体被发现。
晚7:20许，副首相阿都拉萨以内政部长身份宣布首都及雪兰莪州进入24小时戒严状态。在首都地区，甘榜峇鲁（Kampung Bharu）、怡保路(Ipoh Road) 、东姑阿都拉曼路（Batu Road）、金马律（Campbell Road/Dang Wangi）、秋杰路（Chow Kit Road） 等均发生骚乱事件。
晚上8:00，正副首相，在警察总部与陆军及警察首长会商后，敦拉萨调派2000名军人及3600名警察进入首都维持秩序 （因所调派的所有军人及警察均为馬來族，引起执法公正性的怀疑）。随后，霹雳州、森美兰州及柔佛州相继戒严。
晚10:40，首相东姑向全国作电视广播，指称此次事件为反对党的过失，并呼吁人民与政府紧密合作，政府将负起责任以维持安宁。如果需要，他将咨请元首宣布全国进入紧急状态。接着，敦拉萨邀请马华公会正副会长陈修信及许启模，发动成立友好委员会，分赴各出事地区去安抚劝解。当日官方公布有25人死亡。

### 5月14日
政府开始实行戒严。股市休市。航空、火车、水上交通一切停顿。只有在傍晚，人民被允许步行或骑单车上街购物，不准乘坐汽车。
最高元首发布宣告，召集马来西亚后备军人服役。警察局长下令动员警察志愿储备人员。各地区居民组成自卫团，保卫家园及自身安全。政府也呼吁人民前往医院捐血，供伤者使用。
晚上11时，最高元首应首相之请，颁下紧急法令，赋予首相东姑特别权力处理此次事件。官方公布事件已造成39死亡、114 人受伤、15人被捕。

### 5月15日
所有报纸被令停刊。吉打、玻璃市、马六甲相继被宣布为戒严区，各地戒严时间均为上午三小时。
反对党顺利从联盟手中接过槟城的统治权，由林苍佑出任首席部长，林苍佑和东姑达成协议，将不会与霹雳州的反对党在任何议题上结盟。
官方公布，接近100人死亡，约150人被捕。民间统计则为，200人死亡，270人受伤。

### 5月16日成立国家行动委员会
马华公会宣布，同意参加一个看守内阁。
英国政府在伦敦宣布，驻马的3600名英军不会介入马来西亚之暴乱。英国政府对此次暴乱不愿发表评论，但已有以军队干预马来西亚暴乱的紧急计划，但仅有在大马首相东姑提出请求且经英内阁通过后，英军才会介入。
最高元首在首相咨请之下成立国家行动委员会（National Operation Council, NOC），副首相阿都拉萨为其负责人。NOC之成立，意即马来西亚暂时放弃了民主体制，而以NOC 为决策领导单位。敦拉萨称NOC约需半个月时间才能使秩序恢复正常。NOC宣布擱置国会及州议会，暂停尚未完成的东马地区之普选，实施宵禁及暂停行使所有法律权利，这意味着NOC可以进入任何住宅搜查，没收私人财产，拘留驱逐任何人，实施秘密审判，对犯罪行为颁布包括死刑的刑罚，撤销任何人的公民资格，修改法律及制定各项法律的临时条款。
全国新闻检查被宣布实施，发布至国外的新闻，必须将新闻副本送交政府检查，但非强迫性。
NOC并捕获据信为馬共党员的93人（非法组织）。
官方公布，89人死亡，272人受伤，305人被捕。

### 5月17日
阿都拉萨公布NOC组成名单，另一方面，马华公会宣布，马华公会对参与政府一事重新考虑。
NOC 下令取消所有外国记者之宵禁通行证，要求记者们采用官方所提供的新闻稿及统计数字；仅有国营电视台及电台的记者被允许在各地通行。官方公布：98人死亡，300 人受伤，约500 人被捕。民间统计，250－300人死亡，超过1000人被捕，其中包括 9名国会或州议会议员。

### 5月18日
报章在经过政府的严密检查过后，被准予发行。官方公布，136 人死亡，316 人受伤。

### 5月19日
火车、公车、银行恢复正常运作。
NOC 决定在马来亚半岛十一州设置“地方行动委员会”，由各州首席部长领导，成员包括军事及警察官员，以维持各地秩序。
官方公布：147人死亡，3022人被捕。

### 5月20日
首相东姑宣布新内阁名单。
马来西亚政府考虑重新装备 3个新的陆军营队，以扩充武力应付紧急状况，请求澳洲、英國及印度协助扩充军备，并获印度政府同意，澳洲政府则尚未回应。
官方公布，吉隆坡地区157人死亡，全国超过3000人被捕。

### 5月21日
公务员恢复上班。吉隆坡戒严放宽，每天7:30am至2:00pm可自由活动；首都以外地区每天戒严12小时。
官方公布，吉隆坡地区163人死亡。

### 5月22日
阿都拉萨在记者会上保证，类似此次暴乱将不会再发生。沙巴及砂拉越报纸被停刊。政府公布报纸及其他出版物的管理规则。
官方公布，吉隆坡市内共有163人死亡，约400人失踪。民间统计约500人死亡。

### 5月24日
沙巴报纸恢复出刊。
包括《时代杂志》、《新闻周刊》及多种来自国外的报章或杂志被禁止入口，在代理商撕去并烧毁刊载有关马来西亚暴乱的数页报导后才开禁。
官方宣布，167人死亡，330人受伤，3963人被捕。
警方及军人仍在首都地区保持24小时巡逻。

### 5月27日
霹雳州州务大臣将最近马来西亚发生之暴乱事件归咎于共产党，并在友好委员会上劝告同胞们不要听信谣言或别人的煽动，该委员会是在暴乱發生后组成。
马来西亚向美国寻求武器援助，遭到拒绝。美政府仅根据一项军事买卖计划加速递交若干通讯装备。

### 5月29日
华人社会开始进行一项徵求支持的运動，吁请马华公会主席陈修信为华人社会利益而参加联合政府。
政府已在泰马边界加強安全措施，以防潜隐在边界的共产党分子向南部移動（暴乱發生後，共产党或各私会党「化暗为明」，积极活动，以争取浮動的民心。在五一三事件中，大多数评论认为此事件与共产党牵涉极深，而往后消灭共产党成了馬來西亞政府的要务，延续至1989年左右) ，利用大馬之紧張局势扩大活動。
官方公布，173 人死亡。

### 5月30日
英国允诺供应马来西亚所需之军事配备。

### 5月31日
六十余個华人团体提出要求马华重新参加内阁。
新加坡当局已封锁所有自马来西亚的入口通道，仅允许非马来人入境。

### 6月2日
新加坡6名青年被警方以携带攻击性武器及群殴向法庭起诉。新加坡官方公布2人死亡、受伤38人。民间统计死亡人数40人。
吉隆坡居民因相信新的冲突已再度发生而引起恐慌，警方随后证实并无重大事件发生。

### 6月3日
吉隆坡宵禁时间缩短，从下午5点至第二天凌晨5点半。
政府发给每名在暴乱中丧失工作或家园的难民5至15美元的生活津贴，至他们找到工作或重建家园为止；澳洲已同意给予马来西亚政府额外军事援助，包括步枪、通讯设备、海面巡逻小艇等。英国及印度所援助的军事装备运抵大马。
新加坡公布，4人死亡，40人受伤。马来西亚官方公布，吉隆坡地区，178人死亡，全国共6155人被捕。

### 6月7日
马来西亚取消元首诞辰的假日及一切庆祝活动，紧张气氛仍笼罩吉隆坡。

### 6月8日至6月27日
各中学恢复上课，小学依旧停课。大马军队在霹雳州北部大规模搜查及逮捕馬共黨員。
吉隆坡地区解严时间也放宽。
马来西亚印度国民大會党宣布将留在政府内阁中。
新加坡政府下令49名大马人离境。大馬官方宣布，182人死亡，346人受伤，7100人被捕。
6月5日被令停刊一个月后，《中国报》在政府特别允许下，于今天开始重新发行。官方公布，7500人被捕，其中6511人已被释放。

### 6月28日至7月1日
吉隆坡地区冲突再起，警方设置路障，防止其他地区人民进入市区。官方公布，186人死亡。民间统计，已达1200人死亡。
除了首都地区，其他地区解严时间均为4小时。默迪卡体育场被用作难民收容所。
敦拉萨重申，政府决心不让暴乱悲剧重演。官方公布，195人死亡。

### 7月5日至7月6日
吉隆坡地区骚乱分子展开「街头战争」，用「打了就跑」的策略，警方则封锁任何骚乱事件发生的地区。
吉隆坡地区第一次发生警员被杀害事件，造成一死一重伤，警方因此逮捕57名可疑份子。

### 7月8日
政府报导，自5月13日暴乱發生以来，因火灾而毁损840万马币，税收损失2100万马币。

### 7月11日
人们对于东姑的领导丧失信心，要求东姑即刻辞职。由首相领导的联盟召开最高执行委员会，吉隆坡地区采取了大规模警戒措施。

### 7月17日
马哈迪·莫哈末致函东姑，要求东姑辞职，谓东姑犯下错误。马来亚大学约1000名学生示威游行，要求东姑下台，警方在马大门口设置路障，检查进出人士。

### 7月19日
敦拉萨呼吁人民支持首相东姑的领导。敦拉萨并接见中华总商会代表，感谢该会在戒严时期协助恢复正常各项商业活动。

### 7月20日
因马哈迪·莫哈末致函玛拉学院及莫斯里因学院向学生指控东姑所犯的错误。他因此被逐出巫统执行委员会。

### 7月30日
教育部长宣布，从1970年起，将以马来语替代英语为英文源流小学教学媒介语。

### 8月31日
为免不法份子藉机引起骚动，所有庆祝国庆之游行、表演及宴会等活动皆被取消。马来西亚以“最简朴而沉重的方式庆祝独立12周年”。

### 9月2日
马来西亚政府下令禁止一切旨在迫使首相东姑辞职的公开集会，因此类集会妨害公共秩序。

### 9月23日
首相东姑出版其袖珍版新著作《5月13日前后》，初版20万册被抢购一空。

### 10月
官方公布196人死亡（华族143人、馬來族24人、印族13人，另外15人无法辨认）、受伤人数439人（其中18人受枪伤）。
被捕人数共9143人（华族5126人、馬來族2077人、印族1874人，其馀66人为外国公民，包括巴基斯坦、欧洲、泰国、新加坡等），其中5561人被控上法庭，罪名包括携带武器、破坏宵禁等等。共221辆车及753栋房屋被损毁。

### 10月25日
阿都拉萨称马来西亚的政治制度必须改革，以防止「反国家份子」煽动引起争端，及建立更适合人民的经济和社会形式。
首相辞职
1970年独立周年前夕，首相东姑阿都拉曼于9月21日被逼宣布辞职下台，结束15年首相生涯。由于当时马来西亚国会被搁置，因此执政党推举由敦拉萨继任为首相。